# Stalewo (przystanek kolejowy)
Stalewo – zlikwidowany wąskotorowy przystanek osobowy w Stalewie, w gminie Markusy, w powiecie elbląskim, w województwie warmińsko-mazurskim. Położony był na linii kolejowej z Malborka Kałdowa Wąskotorowego do Świetlik. Odcinek do Stalewa został otwarty w październiku 1909 roku.